# Linda Thom
Linda Mary Alice Thom, CM (* 30. Dezember 1943 in Hamilton als Linda Mary Alice Malcolm) ist eine ehemalige kanadische Sportschützin.

## Erfolge
Linda Thom wuchs in Ottawa auf und studierte an der Carleton University, die sie 1967 mit einem Bachelor of Arts in Journalismus abschloss, als sie in den 1960er-Jahren mit dem Sportschießen begann. Bereits mit acht Jahren hatte ihr Vater, ebenfalls Sportschütze, sie erstmals mit dem Sportschießen in Kontakt gebracht. Mit der Pistole wurde sie 1970 erstmals kanadische Meisterin und gewann bis 1975 den Titel sechsmal in Folge. Auch nahm sie mehrfach an Weltmeisterschaften teil, ohne jedoch eine Medaille zu erringen. Von 1972 bis 1975 lebte Thom mit ihrem Mann in Paris, wo sie die Kochschule „Cordon bleu“ besuchte. Zurück in Kanada ruhte ihre sportliche Karriere vorerst, während sie beruflich ein Cateringunternehmen und eine Kochschule betrieb.
Als Thom im März 1982 erfuhr, dass für die Olympischen Spiele 1984 in Los Angeles die Pistolendisziplin für Frauen neu ins olympische Programm aufgenommen wird, gab sie ihr sportliches Comeback. Sie gewann direkt die kanadische Meisterschaft und verteidigte 1983 den Titel. Bei den Panamerikanischen Spielen 1983 sicherte sie sich mit der Luftpistole die Bronzemedaille, mit der Sportpistole gewann sie Silber. Thom qualifizierte sich für die Olympischen Spiele und erreichte dort wie Ruby Fox zunächst 585 Punkte und damit den geteilten ersten Platz. Im Stechen um den Olympiasieg besiegte Thom dank eines besseren letzten Schusses mit insgesamt 198 Punkten Fox, die nur 197 Punkte schoss, und erhielt so die erste Goldmedaille für eine Frau in einem olympischen Schießwettbewerb. Gleichzeitig war es die erste kanadische Goldmedaille bei Sommerspielen seit 1968 insgesamt und die erste einer Frau seit 1928. Für diesen Erfolg erhielt Thom zahlreiche Auszeichnungen. Im Januar 1985 erhielt sie die Velma Springstead Trophy, die jährlich an Kanadas herausragendste Sportlerin des Vorjahres verliehen wird. Im selben Jahr wurde sie als Member in den Order of Canada sowie in die Canadian Olympic Hall of Fame aufgenommen. 1992 erfolgte die Aufnahme in die Hall of Fame des kanadischen Sports. Ein Park in Ottawa ist nach ihr benannt.
1985 gewann Thom ihre letzte nationale Meisterschaft, ehe sie zwei Jahre später ihre Karriere verletzungsbedingt beendete. Sie arbeitete anschließend in der Koch-, aber auch in der Immobilienbranche. Bei den Wahlen im Jahr 1995 zur Legislativversammlung von Ontario trat sie als Kandidatin der Progressive Conservative Party of Ontario im Wahlbezirk Ottawa-Süd an, unterlag aber dem späteren Premierminister Ontarios, Dalton McGuinty.